# Juan Esteban Montero Rodríguez
Juan Esteban Montero Rodríguez (Santiago, 12 februari 1879 – aldaar 25 februari 1948) was een Chileens staatsman. Hij was van 27 juli tot 20 augustus 1931 en van 15 november 1931 tot 4 juni 1932 president van Chili.

## Biografie
Montero volgde onderwijs aan het Colegio San Ignacio en studeerde rechten aan de Universiteit van Chili. Hij promoveerde in 1901. Na zijn promotie was hij advocaat en hoogleraar Romeins- en burgerlijk recht aan de Universiteit van Chili. Daarnaast werkte hij als landsadvocaat voor de Chileense regering. In 1925 werd hij lid van de grondwetscommissie die tot doel had de grondwet te herzien. In 1931 werd hij minister van Binnenlandse Zaken onder president Carlos Ibáñez del Campo. Na diens val (26 juli 1931) bleef Montero de ministerspost vervullen onder waarnemend president Pedro Opazo. Een dag later trad Opazo af en werd Montero benoemd tot waarnemend president. In die functie liet hij nieuwe presidentsverkiezingen uitschrijven.
Omdat Montero zelf wilde meedoen aan de presidentsverkiezingen namens zijn eigen partij, de Partido Radical (Radicale Partij), legde hij het ambt van waarnemend president neer en benoemde Manuel Trucco tot zijn opvolger (20 augustus 1931). Met steun van de radicalen, conservatieven en liberalen verkreeg Montero 64% van de stemmen en werd de nieuwe president van Chili. Op 15 november 1931 begon zijn ambtstermijn als staatshoofd, midden tijdens de wereldwijde economische crisis naar aanleiding van de Beurskrach van 1929. Chili werd zwaar getroffen door de crisis. Montero implementeerde een strikt bezuinigingsbeleid door de overheidsuitgaven terug te schroeven. Ondanks deze maatregelen verbeterde de economie van het land niet. Daarbij kwam dat de regering zeer impopulair was bij grote delen van de bevolking. Op 4 juni 1932 pleegden ontevreden officieren onder kolonel Marmaduke Grove een staatsgreep en dwongen te president tot aftreden. Montero weigerde het leger in te zetten tegen de coupplegers en koos ervoor om af te treden. De coupplegers vormden daarop een junta onder leiding van generaal Arturo Puga en riepen de Socialistische Republiek Chili uit.
Na de coup trok Montero zich uit het openbare leven terug en hervatte zijn werkzaamheden als advocaat. Hij overleed op 69-jarige leeftijd, op 25 februari 1948 in Santiago.
Juan Esteban Montero was getrouwd met Graciela Fehrman Martínez en had drie kinderen.

## Samenstelling kabinetten
| Ministerie (Presidentschap van Juan Esteban Montero 15.11.1932-04.06.1932) | Naam/Periode                                                                         | Partij     |
| -------------------------------------------------------------------------- | ------------------------------------------------------------------------------------ | ---------- |
| Binnenlandse Zaken                                                         | Víctor Vicente Robles Valenzuela (1931-1932) Víctor Vicente Robles Valenzuela (1932) | PR         |
| Buitenlandse Zaken en Handel                                               | Carlos Balmaceda Saavedra (1931-1932)                                                | PLD        |
| Financiën                                                                  | Luis Izquierdo Fredes (1931-1932)                                                    | PL         |
| Oorlog                                                                     | Carlos Vergara Montero (1931-1932)                                                   | Mil.       |
| Marine                                                                     | Enrique Spoerer Jardel                                                               | Mil.       |
| Justitie                                                                   | Luis Gutiérrez Alliendes (1931-1932) Arturo Ureta Echazarreta (1932)                 | PCon       |
| Openbaar Onderwijs                                                         | Santiago Labarca Labarca (1931-1932) Alfredo Guillermo Bravo Zamora (1932)           | PR         |
| Sociale Zaken                                                              | Hernán Echeverría Cazotte (1931-1932) Marco Antonio de la Cuadra (1932)              | PL         |
| Arbeid en Volksgezondheid                                                  | Sótero del Río Gundián (1931-1932)                                                   | Partijloos |
| Landbouw                                                                   | geen opgave                                                                          |            |
| Huisvesting                                                                | Teodoberto Álvarez Álvarez (1931-1932) Gaspar Mora Sotomayor (1932)                  | — PDa      |